# Islamismo e gatos

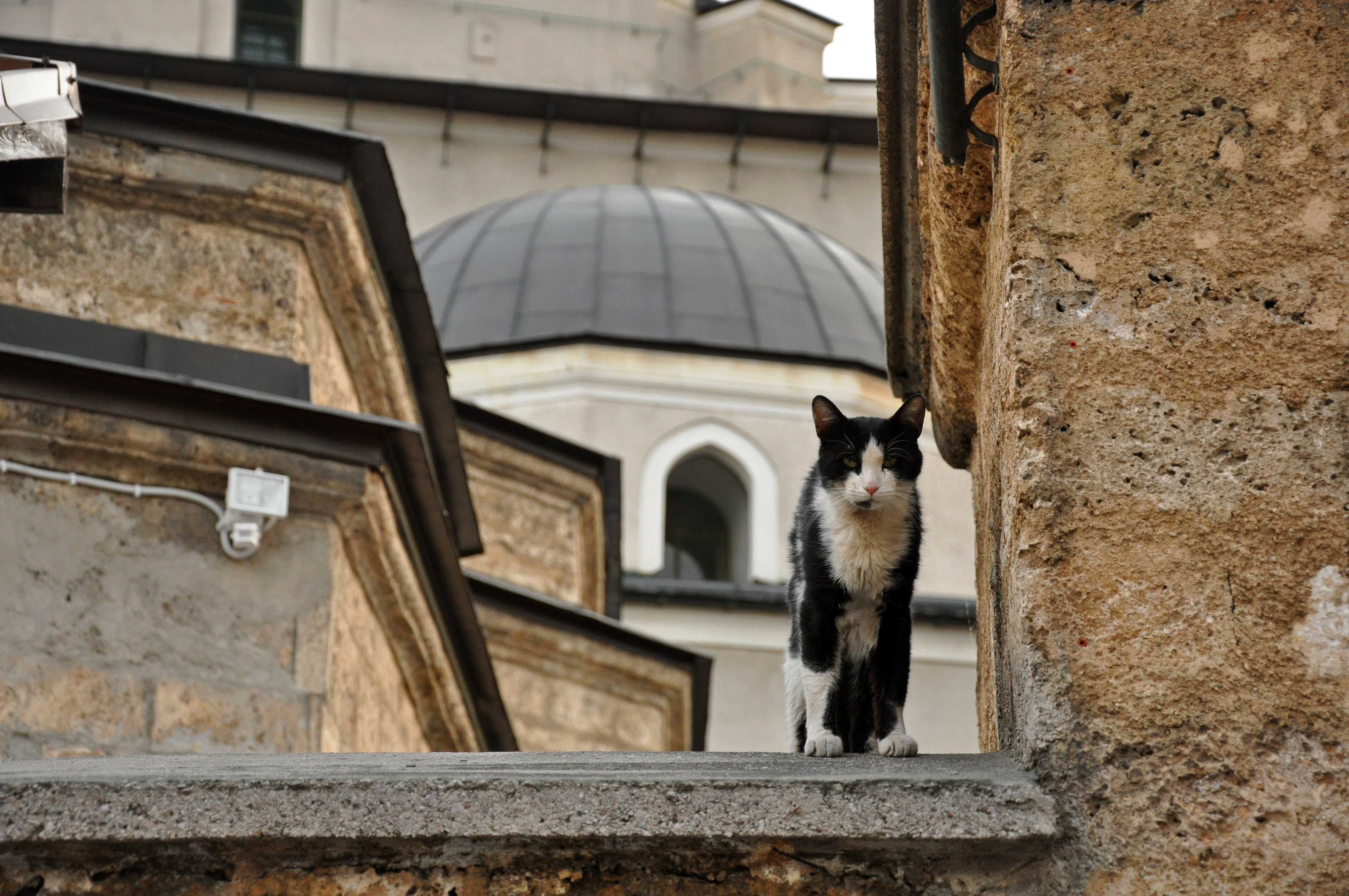
Gato selvagem no pátio da Mesquita Gazi Husrev-beg na cidade de Sarajevo, Bósnia e Herzegovina

O gato é considerado "um animal de estimação por excelência", segundo os muçulmanos, e é admirado por sua limpeza, sendo um animal amado por Maomé. Ao contrário de muitos outros animais, como os cães e os porcos, a Lei Islâmica considera os gatos ritualmente puros e possuem baraka (energia feliz),  e permite que os gatos entrem livremente nas casas e até mesmo nas mesquitas . Embora os gatos sejam considerados ritualmente puros, a lei islâmica proíbe o consumo da sua carne. Acredita-se que os gatos sejam os animais de estimação mais procurados nos países muçulmanos .